# Mês embolístico
Mês embolístico ou mês intercalar é qualquer mês incluído em um calendário (normalmente um calendário lunissolar) de forma a corrigir este calendário. Alguns calendários possuem fórmulas bem determinadas para definir em que anos e de que forma este mês é introduzido.

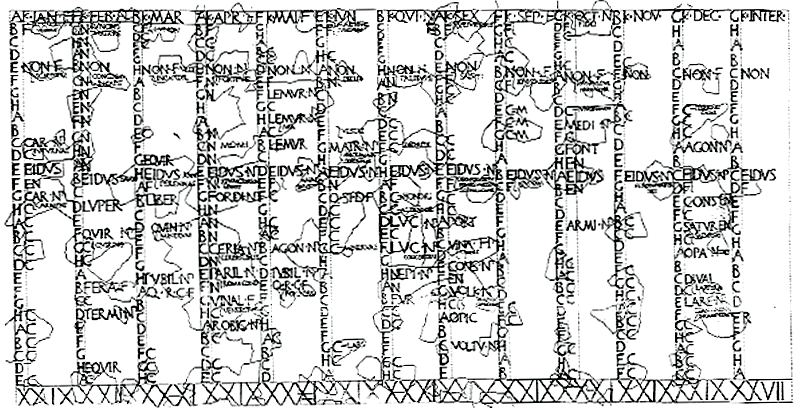
Inscrição com o calendário romano, antes da reforma juliana. Observe a presença dos meses Quintil e Sextil, e a possibilidade de inserção de um mês intercalar.

Nos calendários lunares, como o calendário islâmico, em que cada ano tem sempre doze meses lunares, o início do ano varia a cada ano, não sendo sincronizado com as estações. Para poder sincronizar os anos com as estações, é necessário o acréscimo de um décimo-terceiro mês, o mês embolístico. Os anos onde ocorre esta correção são chamados de anos embolísticos.
O calendário babilônico, que pode ter sido usado desde 2500 a.C., tinha anos de doze meses lunares, e anos embolísticos, com treze meses. Inicialmente, era o rei que decidia quando inserir o mês intercalar, porém mais tarde os astrônomos (chamados de caldeus) estabeleceram uma regra fixa: a cada período de dezenove anos, sete anos seriam embolísticos. Nos anos terceiro, sexto, oitavo, décimo-primeiro, décimo-quarto e décimo-nono de cada ciclo, seria inserido um novo mês Addaru (o décimo-segundo mês), e no décimo-sétimo ano, um novo mês Ulûlu (o sexto mês). Este ciclo é chamado ciclo de Meton, em honra do astrônomo grego, Meton, que o levou para o ocidente, e também é usado no calendário judaico.
No calendário judaico, o ano deve ser periodicamente ajustado ao ciclo solar devido à determinação da Torá de que o mês de Nissan deve cair sempre na primavera (de Israel-hemisfério norte) ou, mais precisamente, de acordo com a determinação dos rabinos da época do Talmud - o equinócio da primavera tem que estar dentro do mês de Nissan. O ciclo de ajustes é de dezenove anos e nos 3º, 6º, 8º, 11º, 14º, 17º e 19º anos deste ciclo é necessário acrescentar um mês de 30 dias denominado Adar I após o mês de Shevat.
A maioria dos estudiosos designam erroneamente Adar II como o mês embolístico do calendário judaico quando, na realidade, o mês embolístico exato é Adar I.